# 1509
| 1509               |
| ------------------ |
| Dødsfald - Fødsler |
|                    |

| Gregoriansk kalender | 1509 MDIX               |
| Ab urbe condita      | 2262                    |
| Armensk kalender     | 958 ԹՎ ՋԾԸ              |
| Kinesiske kalender   | 4205 – 4206 戊辰 – 己巳 |
| Etiopisk kalender    | 1501 – 1502             |
| Jødisk kalender      | 5269 – 5270             |
| Hindukalendere       |                         |
| - Vikram Samvat      | 1564 – 1565             |
| - Shaka Samvat       | 1431 – 1432             |
| - Kali Yuga          | 4610 – 4611             |
| Iransk kalender      | 887 – 888               |
| Islamisk kalender    | 915 – 916               |

Konge i Danmark: Hans 1481-1513
Se også 1509 (tal)

## Begivenheder
- 11. juni - Henrik 8. gifter sig med Katharina af Aragonien – den første af i alt 6 hustruer
- 24. juni - Henrik 8. krones til konge af England

## Dødsfald
- Catharina Sforza hertuginde af Forli og Imola
- Bernt Notke nordtysk maler og billedhugger
- Henrik Tudor konge af England